# Districte de Passau
El districte de Passau, en alemany Landkreis Passau, és un districte rural (Landkreis), una divisió administrativa d'Alemanya, situat al sud-est de la regió administrativa de la Baixa Baviera a l'estat federat de l'Estat Lliure de Baviera (Freistaat Bayern). Engloba la ciutat de Passau geogràficament en dos costats. Limita a l'est i en sentit horari amb el districte de Rottal-Inn, Deggendorf i Freyung-Grafenau. Al sud limita amb Àustria. Compta amb una població de 187.355 habitants (2017).

## Història
Les troballes arqueològiques demostren que la zona var ocupada fa més de 7000 anys. El 1971 el districte va ser creat mitjançant la fusió dels districtes anteriors Wegscheid, Vilshofen, Griesbach (Rottal) i parts dels districtes Pfarrkirchen i Eggenfelden. El nom original de la ciutat era Batava (també coneguda com a Batavia) en època romana. Passau va sobreviure a tres grans incendis, el més gran va ser el foc destructiu de 1662. Després que s'havia cremat gran part de la ciutat, els bisbes la van reconstruir en estil barroc. Fins a l'actualitat, les catedrals massives com el Dom de Sant Esteve (Dom significa "catedral" en alemany) atreuen visitants de tot el món. Al Sant Esteve alberga l'òrgan d'església més gran del món.

## Geografia
El districte està format per dues parts geogràficament diferents, separades pel riu Danubi. Al nord es troba la part sud de les muntanyes del Bayrischer Wald (Bosc de Baviera) amb turons de fins a 1000 metres. Al sud del riu Danubi el paisatge només és accidentat amb planes entre les valls de l'Inn i el riu Ilz.

## Escut d'armes
| Escut d'armes | La part inferior de l'escut mostra el símbol a quadres blau i blanc de Baviera. A la part superior hi ha un llop vermell i una pantera vermella. El llop representa l'abadia de Passau (Hochstift Passau), que ara és la part central del districte. La pantera és el símbol de la família dels Wittelsbach, i representa l'àrea dels antics districtes Vilshofen i Griesbach. |

## Ciutats i municipis

Ciutats i municipis al Landkreis Passau

| Ciutats                                                         | Municipis | |
| --------------------------------------------------------------- | --- | --- |
| 1. Bad Griesbach (Rottal) 2. Hauzenberg 3. Pocking 4. Vilshofen | 1. Aidenbach 2. Rotthalmünster 3. Tittling Markt 1. Aidenbach 2. Eging am See 3. Fürstenzell 4. Hofkirchen 5. Hutthurm 6. Obernzell 7. Ortenburg 8. Rotthalmünster 9. Tittling 10. Untergriesbach 11. Wegscheid 12. Windorf | 1. Aicha vorm Wald 2. Aldersbach 3. Bad Füssing 4. Beutelsbach 5. Breitenberg 6. Büchlberg 7. Fürstenstein 8. Haarbach 9. Kirchham 10. Kößlarn 11. Malching 12. Neuburg am Inn 13. Neuhaus am Inn 14. Neukirchen vorm Wald 15. Ruderting 16. Ruhstorf an der Rott 17. Salzweg 18. Sonnen 19. Tettenweis 20. Thyrnau 21. Tiefenbach 22. Witzmannsberg |